# Weibern (Ausztria)
Weibern település Ausztriában, Felső-Ausztria tartományban, a Grieskircheni járásban, területe 17,4 km².

## Fekvése
Tengerszint feletti magassága 441 méter. Weibern Rottenbach, Hofkirchen an der Trattnach, Aistersheim, Gaspoltshofen, Geboltskirchen és Haag am Hausruck településekkel határos.

## Népesség
Lakosainak száma 1717 fő (2018. január 1.).